# X-Bladez: Inline Skater
X-Bladez: Inline Skater is een videospel dat werd ontwikkeld door Vision Scape Interactive en uitgegeven door Crave Entertainment. Het spel kwam in 2002 uit voor de platforms Sony PlayStation en Game Boy Advance. Het spel is een extreem sportspel waarmee de speler kan skateboarden. In een 3D level kunnen trucks gedaan worden, zoals backflip, flat spin, heel grab en andere. Tijdens het spel kunnen speedboasts verzameld worden waarmee de snelheid verhoogd wordt. Door punten te verzamelen kunnen levels vrijgespeeld worden. De speler kan over vaten, postbussen en verkeersborden springen. Het perspectief van het spel wordt getoond in de derde persoon.

## Ontvangst
Het spel werd slecht ontvangen:
| Beoordeeld door               | Jaar   | Score  |
| ----------------------------- | ------ | ------ |
| PSX Nation                    | 2002   | 33%    |
| Playstation Illustrated       | 2002   | 33%    |
| GameRakings                   | Online | 25.33% |
| Consoles Plus                 | 2002   | 20%    |
| Official Playstation Magazine | 2002   | 10%    |